# Black Books
Black Books ist eine britische Comedy-Fernsehserie, geschrieben und gedreht von Graham Linehan und Dylan Moran. Die Erstausstrahlung im Vereinigten Königreich erfolgte auf Channel 4 am 29. September 2000. Es wurden drei Staffeln mit je sechs Folgen ausgestrahlt. Der Titel Black Books meint die Buchhandlung „Black“ im Londoner Stadtteil Bloomsbury, in der die Serie größtenteils spielt. Zugleich ist black books die englische Bezeichnung für Schwarzbücher. Die Serie war ein Erfolg bei Kritikern und wurde sowohl 2001 als auch 2005 mit einem BAFTA-Award ausgezeichnet sowie mit einer Bronzenen Rose beim Festival Rose d’Or 2001.

## Handlung
Die Serie spielt in der antiquarischen Buchhandlung „Black Books“ in London und dreht sich um den Eigentümer Bernard Ludwig Black, seinen Angestellten Manny Bianco und seine beste Freundin, Fran Katzenjammer. Black verachtet seine Kunden und vermeidet jede Anstrengung, um sich ganz seinen Büchern, dem Alkohol und Zigaretten zu widmen. Sein Angestellter Manny Bianco ist das genaue Gegenteil: Der ehemalige Buchhalter ist freundlich und leicht zu begeistern. Fran Katzenjammer, die eigentlich einen Geschenke-Laden in der Nachbarschaft betreibt, hält sich zumeist im Buchladen auf, dessen Hinterzimmer Bernard und Manny auch als Wohnraum nutzen. Zwischen den Ereignissen der ersten und zweiten Staffel gibt sie ihren Laden auf.

## Hintergrund

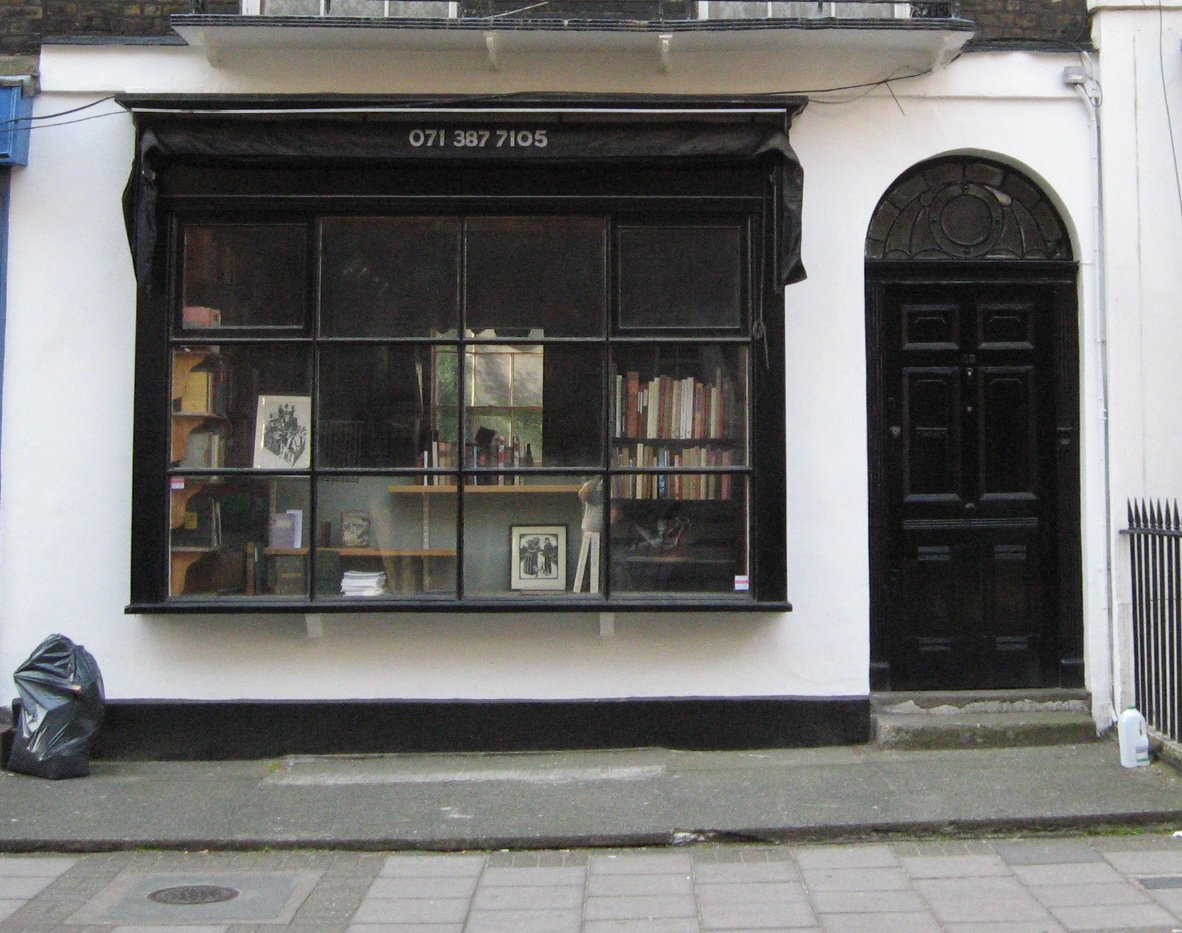
Die Buchhandlung Collinge & Clark, die Black Books in Außenaufnahmen vertrat.

Eine Pilotfolge wurde 1998 beim Channel 4 Sitcom Festival aufgeführt. Hier präsentierte sich die Serie deutlich düsterer, in der Folge planen zunächst Bernard und später auch Manny, Selbstmord zu begehen. Frans Rolle hieß Valerie und war Philosophie-Dozentin. Diese Folge war Dylan Morans Debüt als TV-Autor. Linehan, der als Co-Autor schon an der Channel-4-sitcom Father Ted mitgewirkt hatte, wurde vom Produzenten Burdett-Coutts mit an Bord geholt. Die Figuren wurden jedoch von Moran geschaffen.
Der fiktive Buchladen liegt im Londoner Stadtteil Bloomsbury, unweit vom Russell Square. In Außenaufnahmen wurden Bilder einer echten Buchhandlung, Collinge & Clark, in Leigh Street 13, in Bloomsbury verwendet.
Dylan Moran ist einem breiteren Publikum durch Simon Peggs Shaun of the Dead bekannt. Simon Pegg hat in der ersten Folge der 3. Staffel (Manny Come Home) einen Gastauftritt als Schichtleiter im konkurrierenden Buchladen Goliath Books. Aus dem Audiokommentar zu Shaun of the Dead geht hervor, dass die Produzenten Black Books als Gegenstück zu der Channel-4-sitcom Spaced betrachten, die Simon Pegg bekannt gemacht hatte. Auch andere Darsteller aus Spaced absolvieren Gastauftritte, und in einer Folge spricht Manny mit der Spaced-Figur Twist Morgan. Nick Frost ist am Anfang der Folge „The Big Lockout“ als Sicherheitstechniker zu sehen, Jessica Stevenson tritt als Frans Yogafreundin in „Hello Sun“' auf; Peter Serafinowicz ist der Radiosprecher, dessen Stimme Fran hemmungslos erregt; Omid Djalili ist ein zwielichtiger Fotograf in „He's Leaving Home“; Rob Brydon ist in „The Fixer“ zu sehen und sowohl Lucy Davis (aus The Office und Shaun of the Dead) und Olivia Colman (aus dem Simon-Pegg-Film Hot Fuzz) stellen Schulfreundinnen von Fran in „Elephants and Hens“ dar.

## DVD-Veröffentlichung
Der Publisher KSM veröffentlichte im März 2016 die erste Staffel auf DVD in Deutschland.

## Rezeption

### Auszeichnungen
- 2001: Rose d’Or – Bronzene Rose in der Kategorie Sitcom[4]
- 2001: BAFTA Award – Gewinner in der Kategorie Television – Situation Comedy[5]
- 2005: BAFTA Award – Gewinner in der Kategorie Television – Situation Comedy[6]